# جيمس رينولدز (لاعب كريكت)
جيمس رينولدز (2 مايو 1866 - 6 سبتمبر 1950) (بالإنجليزية: James Reynolds)‏ هو لاعب كريكت بريطاني (وحمل سابقاً جنسية المملكة المتحدة لبريطانيا العظمى وأيرلندا).